# Janet Abu-Lughod
Pour les articles homonymes, voir Abu-Lughod.
Janet Lippman Abu-Lughod (1928-2013) est une sociologue américaine connue pour ses contributions majeures à la théorie des systèmes mondiaux et à la sociologie urbaine,.

## Biographie

### Jeunesse et formation
Elle grandit à Newark, elle suit ses études secondaires à la Weequahic High School (en) de Newark, où elle est influencée par les travaux de Lewis Mumford sur l'urbanisation. Janet Abu-Lughod est diplômée de l'Université de Chicago et de l'Université du Massachusetts à Amherst.

### Carrière

Le système mondial du XIIIe siècle. Carte fondée sur le travail de Janet Abu-Lughod.

Sa carrière d'enseignante qui commence à l'Université de l'Illinois, se poursuit à l'Université américaine du Caire, au Smith College et à la Northwestern University, où Janet Abu-Lughod enseigne pendant vingt ans et dirige plusieurs programmes d'études urbaines. En 1950-1952, Abu-Lughod est directrice de recherche pour l'American Society of Planning Officials, en 1954-1957 - chercheuse associée à l'Université de Pennsylvanie, consultante et auteure pour l'American Council to Improve Our Neighbourhoods. En 1987, elle occupe une chaire de sociologie et d'études historiques à la Faculté des études supérieures de la New School for Social Research, où elle est nommée professeure émérite au moment de son départ à la retraite en 1998. Pendant sa retraite, elle enseigne ponctuellement à l'Université du Bosphore d'Istanbul et, dans le cadre du International Honors Program, à l'Université du Caire. 

#### Thèmes de recherche

##### Le Caire
Elle a publié plus d'une centaine d'articles et treize livres traitant de la sociologie urbaine, de l'histoire et de la dynamique du système mondial et des villes du Moyen-Orient, y compris une histoire urbaine du Caire qui est toujours considérée comme l'un des ouvrages classiques sur cette ville, Le Caire: 1001 Années de la ville victorieuse.

##### Le système-monde
Elle est particulièrement connue pour sa monographie Before European Hegemony: The World System AD 1250-1350 (Avant l'hégémonie européenne : le système mondial de 1250 à 1350) dans lequel elle affirme qu'un système mondial pré-moderne s'étendant à travers l'Eurasie existait au 13e siècle, avant la formation du système mondial moderne étudié notamment par Immanuel Wallerstein. En outre, elle montre que «l'essor de l'Occident», commençant par l'intrusion de navires portugais armés dans les réseaux commerciaux relativement pacifiques de l'Océan Indien au XVIe siècle, n'était pas le résultat de caractéristiques internes de l'Europe, mais qu'il a été rendu possible par un effondrement du système mondial précédent.
L'ouvrage de Janet Abu-Lughod remet en question l'eurocentrisme des analyses précédentes du système-monde. De plus, Janet Abu-Lughod se distingue de Immanuel Wallerstein dans sa délimitation spatiale des systèmes-mondes : elle se fonde sur l'étude du commerce à longue distance, alors que Wallerstein se fondait sur le critère de la division régionale du travail. Enfin, Janet Abu-Lughod a contesté l'idée selon laquelle il y a toujours eu un système global à l'échelle de la Terre, mais elle était d'accord avec Immanuel Wallerstein pour reconnaître l'existence historique de plusieurs systèmes régionaux.

##### Les villes américaines
Elle a publié plusieurs ouvrages bien accueillis sur des villes américaines, notamment New York, Chicago, Los Angeles: America's Global Cities and Race, Space, and Riots in Chicago, New York et Los Angeles. Certaines de ses études se situent au niveau de la micro-histoire de la territorialité et du changement social, d'autres analysent la diffusion du modèle des villes mondiales dans le monde occidental et arabe. Abordant le développement social et économique des villes mondiales, Janet Abu-Lughod suggère des moyens d'œuvrer en faveur d'un changement social.

### Vie privée
Elle a été l'épouse de Ibrahim Abu-Lughod de 1951 à 1991. Ils ont eu quatre enfants : Lila, Mariam, Deena et Jawad. 
Elle est décédée à l'âge de 85 ans à New York le 14 décembre 2013.

## Prix et distinctions
En 1976, elle a reçu une bourse attribuée par la Fondation John-Simon Guggenheim pour mener ses recherches en sociologie. 
Abu-Lughod a reçu plus d'une douzaine de bourses prestigieuses du gouvernement national et de subventions pour la recherche dans les domaines de la démographie, de la sociologie urbaine, de l'urbanisme, du développement économique et social, des systèmes mondiaux et de l' urbanisation aux États-Unis, au Moyen-Orient et dans le tiers monde.

## Hommages
Une bibliothèque porte son nom en Jordanie ; la Janet Abu-Lughod Library hébergée dans le Studio-X Amman comprend des ouvrages dans les domaines de la sociologie urbaine, de la théorie politique, de la race, du genre, de la mondialisation, de l'urbanisme, des villes islamiques, etc.

## Œuvres

### Essais
- (en-US) Cairo: 1001 Years of the City Victorious, Princeton University Press, 21 septembre 1971, 284 (ISBN 978-0-691-03085-2, lire en ligne),
- (en-US) Third World Urbanization, Londres & New York, Routledge, 1977, rééd. 3 avril 2007, 424 p. (ISBN 9780415418393, lire en ligne),
- (en-US) Rabat, Urban Apartheid in Morocco, Princeton University Press, coll. « Princeton Studies on the Near East », 1er janvier 1981, 400 p. (ISBN 978-0-691-10098-2),
- (en-US) Before European Hegemony: The World System A.D. 1250-1350, USA, Oxford University Press, 21 février 1989, rééd. 21 février 1991, 464 (ISBN 978-0-19-506774-3, lire en ligne)[14],
- (en-US) Changing Cities: Urban Sociology, HarperCollins Publishers, 1er janvier 1991, 430 p. (ISBN 978-0-06-040138-2),
- (en-US) The World System in the Thirteenth Century: Dead-End or Precursor?, Washington (district de Columbia), American Historical Association, 1989, rééd. 1993, 48 p. (OCLC 1151790423, lire en ligne)[15],
- (en-US) Janet L. Abu-Lughod (dir.), Sociology for the Twenty-first Century : Continuities and Cutting Edges, Chicago, University of Chicago Press, 1999, rééd. 15 janvier 2000, 292 p. (ISBN 9780226001937, lire en ligne),
- (en-US) From Urban Village to East Village, Wiley-Blackwell, 17 janvier 1994, rééd. 9 janvier 1995, 416 p. (ISBN 9781557865250, lire en ligne),
- (en-US) New York, Chicago, Los Angeles: America's Global Cities, University of Minnesota Press, 1999, rééd. 26 octobre 2001, 580 p. (ISBN 978-0-8166-3336-4, lire en ligne),
- (en-US) Race, Space, and Riots in Chicago, New York, and Los Angeles, Oxford University Press, USA, 1er septembre 2007, 344 p. (ISBN 978-0-19-532875-2),

### Articles (sélection)
- (en-US) « Migrant Adjustment to City Life: The Egyptian Case », The International Migration Digest, Vol. 1, No. 1,‎ printemps 1964, p. 9-14 (6 pages) (lire en ligne),
- (en-US) « The Emergence of Differential Fertility in Urban Egypt », The Milbank Memorial Fund Quarterly, Vol. 43, No. 2,‎ avril 1965, p. 235-253 (19 pages) (lire en ligne),
- (en-US) « Tale of Two Cities: The Origins of Modern Cairo », Comparative Studies in Society and History, Vol. 7, No. 4,‎ juillet 1965, p. 429-457 (29 pages) (lire en ligne),
- (en-US) « A comparative analysis: Cairo, Tunis and Rabat-Salé », Ekistics, Vol. 39, No. 233,‎ avril 1975, p. 236-245 (10 pages) (lire en ligne),
- (en-US) « Contemporary relevance of Islamic urban principles », Ekistics, Vol. 47, No. 280,‎ janvier / février 1980, p. 6-10 (5 pages) (lire en ligne),
- (en-US) « Urbanization and social change in the Arab world », Ekistics, Vol. 50, No. 300,‎ mai / juin 1983, p. 223-231 (9 pages) (lire en ligne),
- (en-US) « Restructuring the Premodern World-System », Review (Fernand Braudel Center), Vol. 13, No. 2,‎ printemps 1990, p. 273-286 (14 pages) (lire en ligne),